# Енарофор
Енарофор или Енарсфор је у грчкој митологији био један од Хипоконтида, Хипоконтових синова.

## Митологија
Према Аполодору и Плутарху, Тезеј није силовао Хелену, већ ју је њен отац Тиндареј поверио њему, из страха од Енарофора који је намерио да силом узме Хелену док је још била дете. Као и његовог оца и браћу, Енарофора је убио Херакле.